# بينو فون أرنت
بينو فون آرينت (بالألمانية: Benno von Arent) (14 أكتوبر 1956 19 يوليو 1898) المخرج، فنان، مهندس معماري، مصمم وعضوا في الحزب النازي وشوتزشتافل.

## حياة سابقة
ولد في غورليتس في 19 يوليو 1898.
قاتل آرينت في الحرب العالمية الأولى ثم انضم إلى فرايكوربس والرايخويهر. في وقت البطالة المرتفعة، كان لديه عدد من الوظائف بما في ذلك بائع سيارات ، بينما كان يعلم نفسه ليكون مهندسًا. في عام 1923، عمل كناشط في العديد من المسارح في جميع أنحاء برلين ، في البداية دون نجاح. كما أصبح عضوًا في رابطة المقاتلين المعادين للسامية من أجل الثقافة الألمانية.

## روابط خارجية
- بينو فون أرنت على موقع IMDb (الإنجليزية)
- بينو فون أرنت على موقع مونزينجر (الألمانية)
- بينو فون أرنت على موقع ألو سيني (الفرنسية)
- بينو فون أرنت على موقع قاعدة بيانات الأفلام السويدية (السويدية)
- بينو فون أرنت على موقع قاعدة بيانات الفيلم (الإنجليزية)

- Literatur von und über Benno von Arent (بالألمانية)
- Literatur von und über Benno von Arent